# 키노포이스크
키노포이스크(러시아어: Кинопоиск, "영화"와 "검색"의 혼성어)는 배우, 제작진, 전기, 줄거리 요약, 평점 및 리뷰를 포함한 영화 및 TV 프로그램 관련 정보를 제공하는 러시아의 온라인 데이터베이스이다. 2018년부터 (КиноПоиск HD로) 수천 편의 영화, TV 시리즈, 만화를 포함하여 초연 및 독점 작품이 포함된 구독 주문형 비디오 스트리밍 서비스도 이용할 수 있다.

## 역사
2013년, 키노포이스크는 러시아 최대 IT 기업 중 하나인 얀덱스에 인수되었다. 2015년에 키노포이스크는 전면적인 재설계를 거쳤다. 그러나 새로운 디자인은 기능이 열악하고 로딩 시간이 느리다는 이유로 사용자들과 언론으로부터 강력한 비판을 받았다. 얀덱스는 4일 이내에 사이트를 이전 디자인으로 되돌렸다. 그 후, 새로운 디자인 기능들은 점진적으로 도입되었다.
2020년대에 이르러 키노포이스크는 러시아의 주요 스트리밍 서비스가 되었고, 자체 영화 및 TV 시리즈를 제작하기 시작했는데, 가장 주목할 만한 작품으로는 아에테르나, 마지막 장관, 그롬: 보이후드, 아더스, 그리고 코롤 이 슈트가 있다.

## 특징
키노포이스크는 루넷에서 가장 인기 있는 영화 포털 중 하나이다. 이 웹사이트는 한 달에 9,300만 건의 방문 수를 기록한다. 영화 전문 사이트 중에서는 트래픽 면에서 인터넷 영화 데이터베이스 포털과 중국의 더우반에 이어 세계 3위를 차지한다.
IMDb처럼, 이 사이트는 사용자 평점을 기반으로 한 상위 250개 영화 목록을 가지고 있다. 2023년 6월년 기준, 장편 영화 중 1위는 그린 마일, 쇼생크 탈출, 포레스트 검프가 차지했다.